# Saveuse

Saveuse este o comună în departamentul Somme, Franța. În 1 ianuarie 2022 avea o populație de 1.086 de locuitori.